# Karl Koller (Architekt)

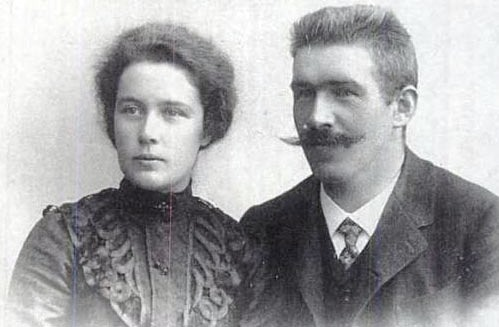
Verlobungsbild, 1903

Karl Gottlieb Koller (* 16. April 1873 in Ragaz; † 1. Februar 1946 in St. Moritz) war ein Schweizer Architekt. Er wirkte vor allem als Architekt zahlreicher grösserer Hotels im Kanton Graubünden. Unter anderem entwarf er das Hotel Waldhaus in Sils.

## Ausbildung und Leben
Karl Koller begann nach einem Semester Studium am Technikum Winterthur 17-jährig eine Berufslehre bei Chiodera und Tschudy, wo er bis zur Jahrhundertwende arbeitete. Er erhielt dort bereits als Zwanzigjähriger Bauleitungsaufgaben für Projekte des Büros in Graubünden und im Veltlin. 1900, bereits mit eigenem Büro in St. Moritz, erhielt er den Auftrag für das grösste Haus am Platz, das dortige «Grand Hotel». Neben weiteren Hotelbauten errichtete Koller die Spitäler in Scuol, Sent, Samedan und Poschiavo und nach dem Ersten Weltkrieg zahlreiche Privathäuser.

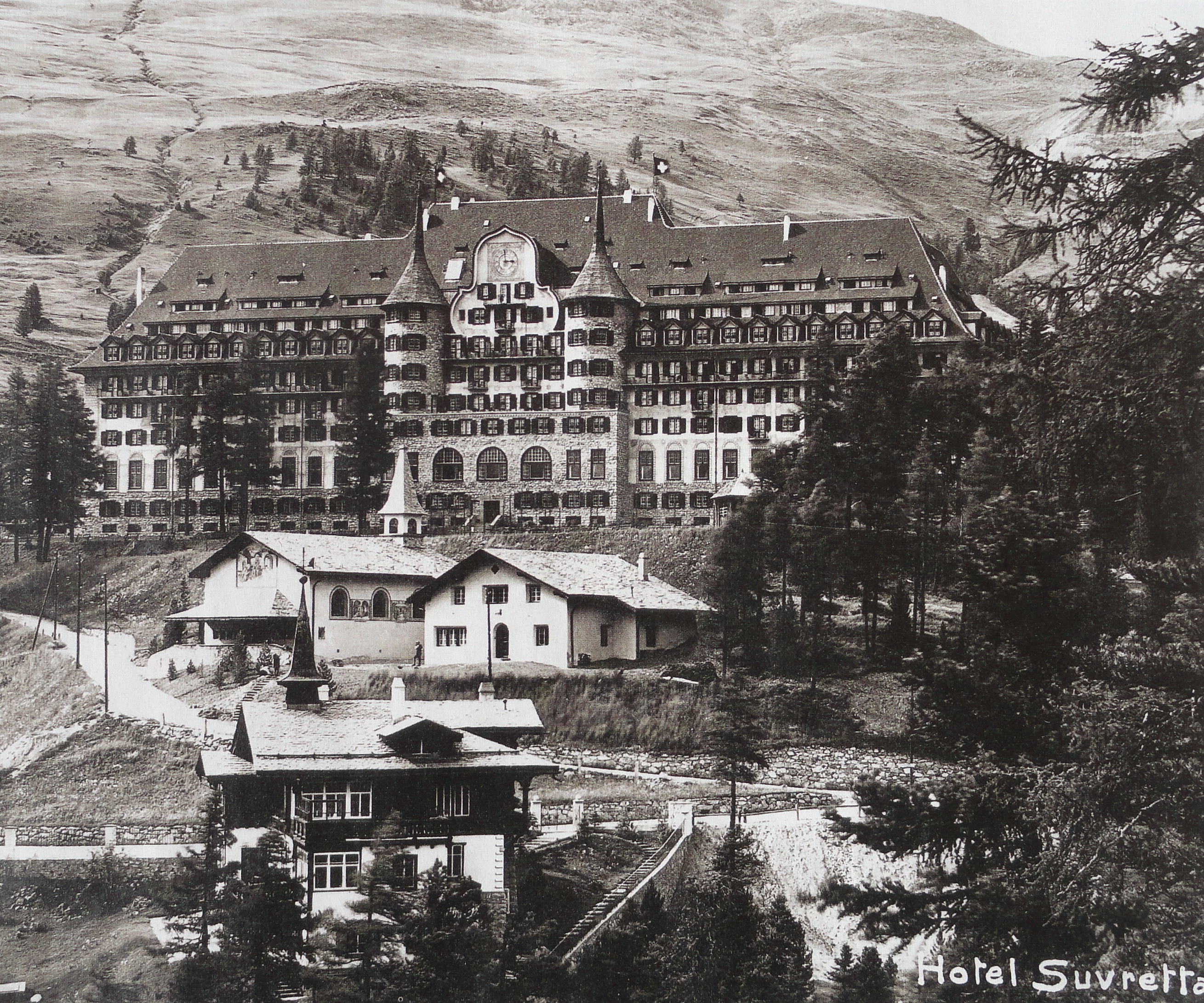
Das «Suvretta-Haus», St.-Moritz, ca. 1913

## Werke
- 1898–1900: Hotel Schweizerhof, Vulpera Schweizerhof Vulpera, Architekt Karl Koller, 1900
- 1901–1903: Parkhotel, Vitznau

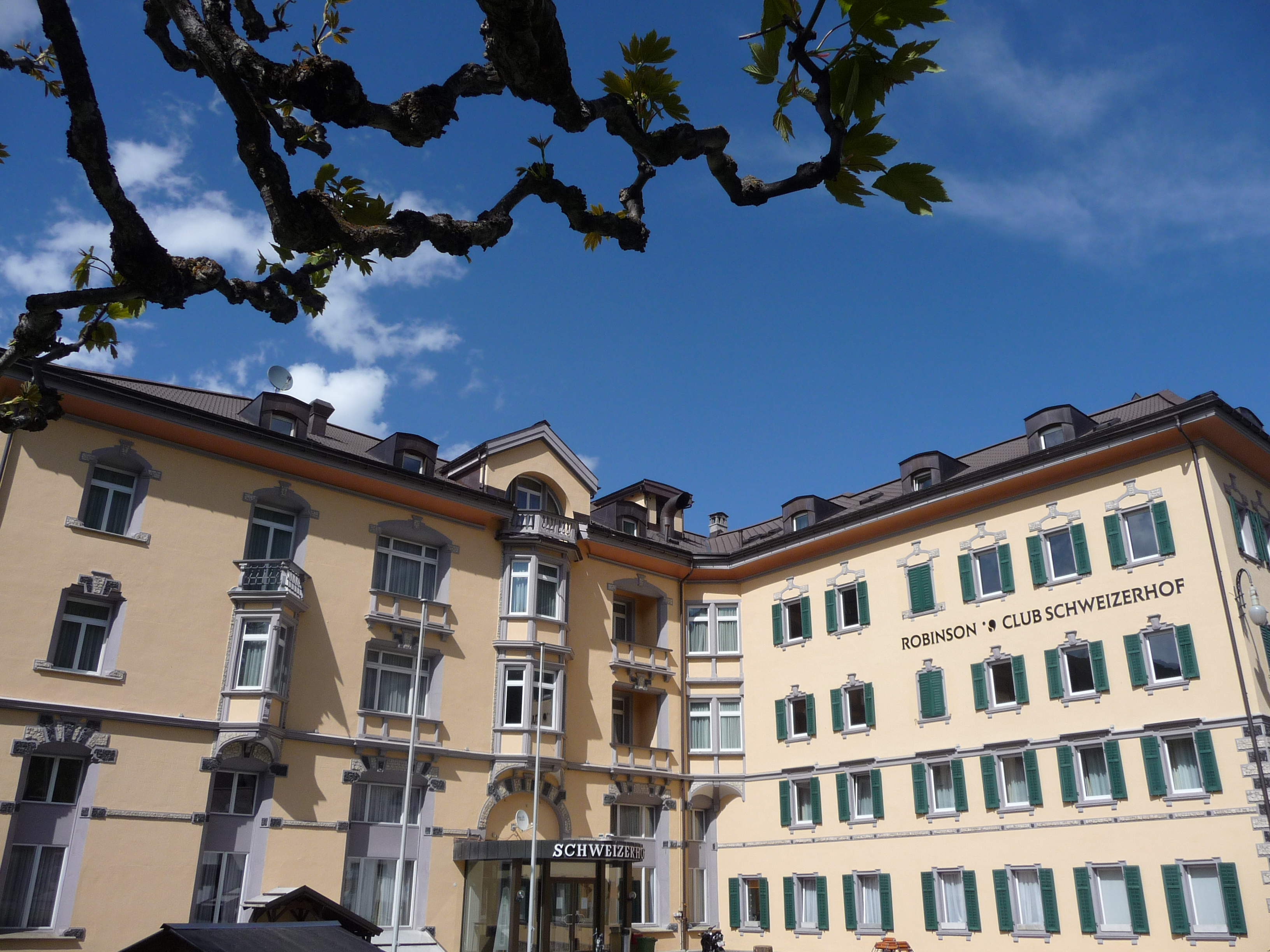
Schweizerhof Vulpera, Architekt Karl Koller, 1900

- 1902: Villa Engadina, Vulpera Villa Engiadina Vulpera, Architekt Karl Koller, 1902

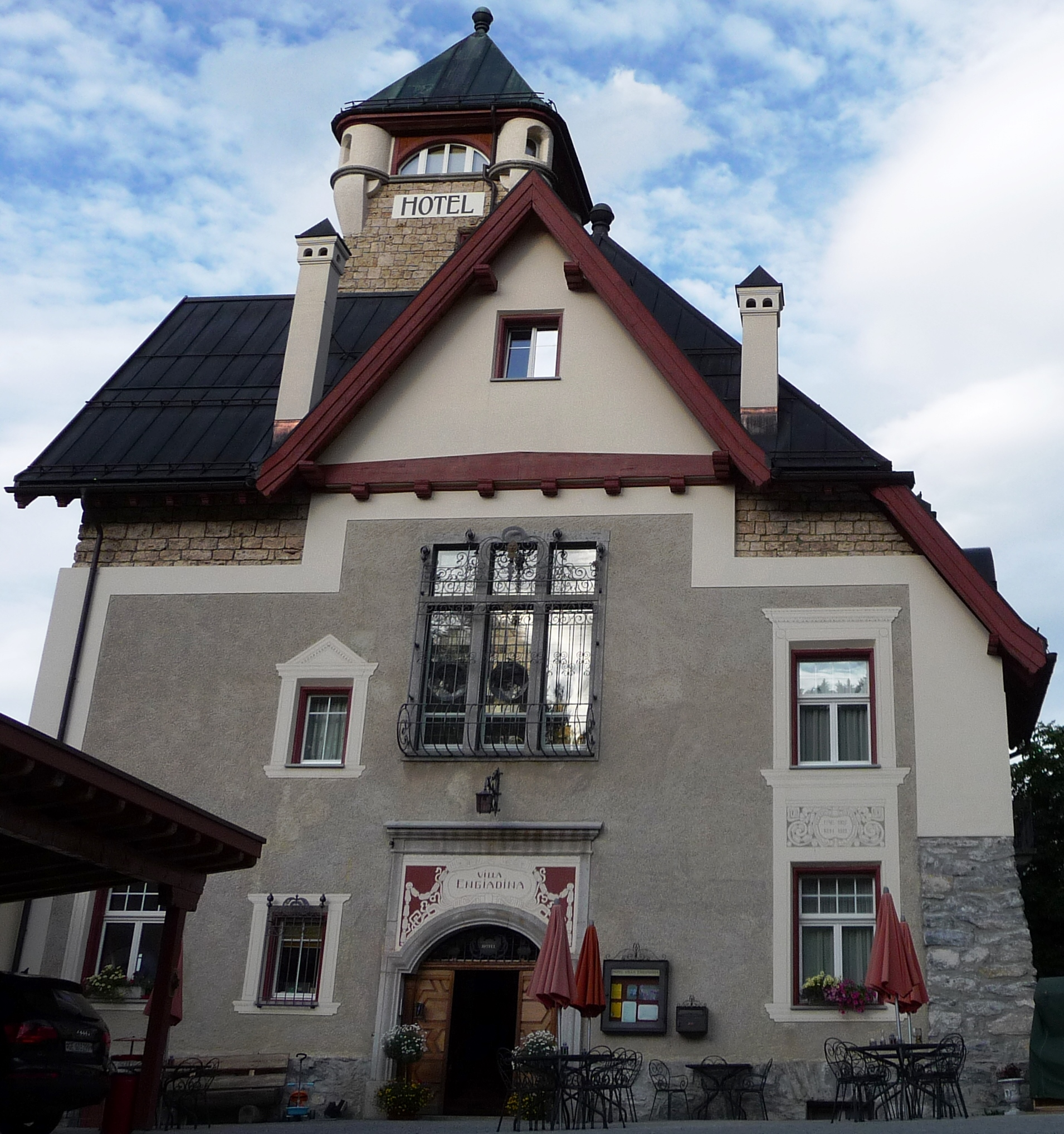
Villa Engiadina Vulpera, Architekt Karl Koller, 1902

- 1902: Villa Post, Vulpera Villa Post Vulpera, Architekt Karl Koller, 1902

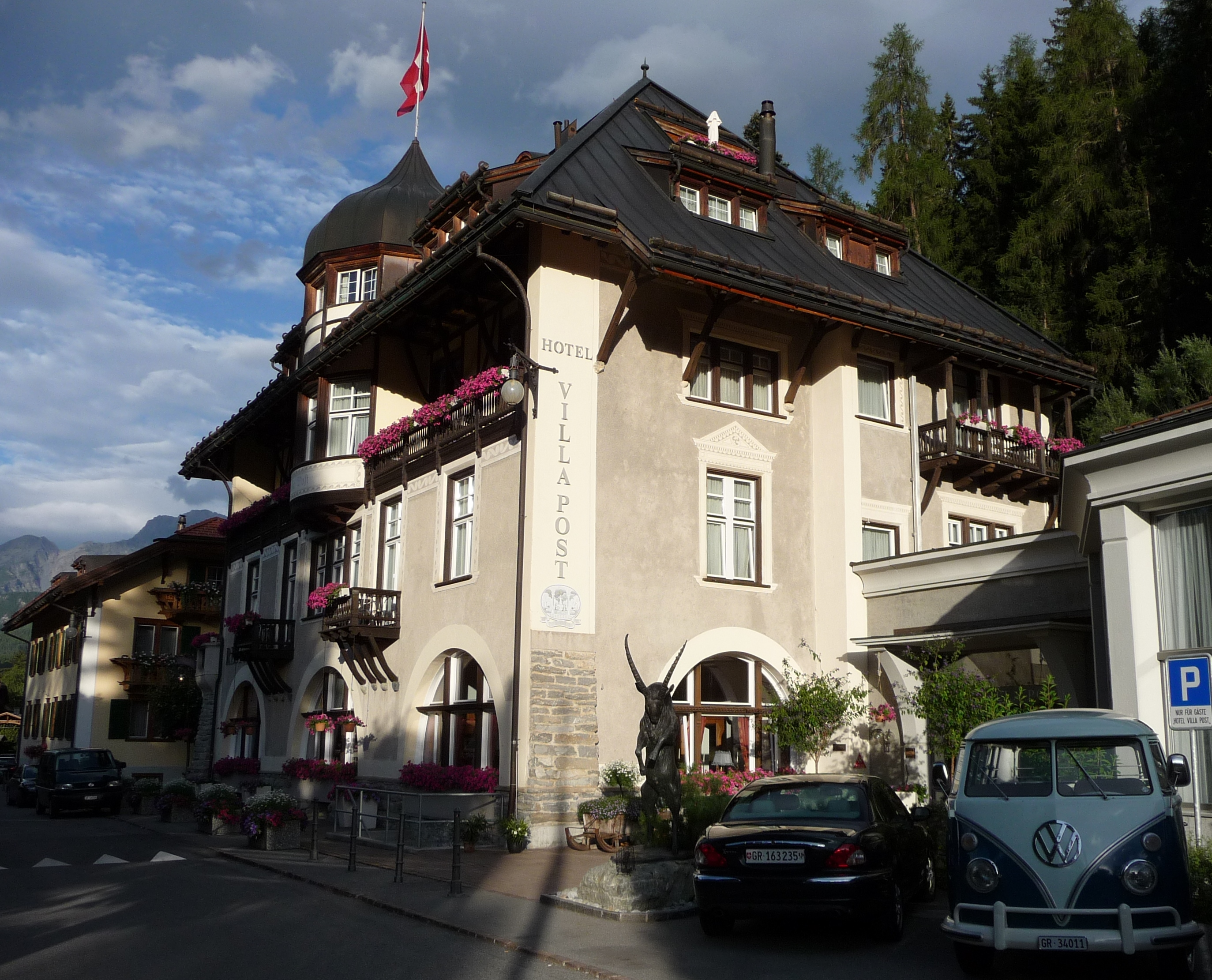
Villa Post Vulpera, Architekt Karl Koller, 1902

- 1902–1905: Grandhotel, St. Moritz; 1944 abgebrannt[1]
- 1904: Lyceum Alpinum, Zuoz
- 1905–1906: Neues Posthotel, St. Moritz
- 1905–1908: Schlosshotel, Pontresina; 1981 teilweise abgebrannt, Wiederaufbau 1985
- 1906: Hotel Bristol, Bad Ragaz
- 1906–1908: Hotel Waldhaus, Sils-Maria
- 1908: Spital, Sent
- 1908: Spital, Scuol
- 1910: Altes Kreisspital, Samedan
- 1910–1912: Kurhaus, Val Sinestra
- 1911–1912: Hotel Suvretta House, St. Moritz
- um 1915: Spital, Poschiavo
- um 1920: Haas’sche Schriftgiesserei, Münchenstein
- 1927: Chesa Spuonda, St. Moritz